# Bauhinia coccinea
Bauhinia coccinea är en ärtväxtart som först beskrevs av João de Loureiro, och fick sitt nu gällande namn av Dc. Bauhinia coccinea ingår i släktet Bauhinia och familjen ärtväxter.

## Underarter
Arten delas in i följande underarter:
- B. c. coccinea
- B. c. tonkinensis